# Saison 13 de Face Off
Vous pouvez aider à l'améliorer ou bien discuter des problèmes sur sa page de discussion.
- Il n'est pas vérifiable et peut contenir des informations totalement erronées. Il est fortement conseillé aux contributeurs d'étayer son contenu par des sources fiables. Sans cela, sa suppression pourrait être envisagée. (si vous venez d'apposer le bandeau, veuillez cliquer sur ce lien pour créer la discussion et en afficher les indications). (Marqué depuis août 2025)
- Il peut contenir un travail inédit ou des déclarations non vérifiées. Vous pouvez l’améliorer en ajoutant des références. (Marqué depuis août 2025)

- Archive Wikiwix
- Bing
- Cairn
- DuckDuckGo
- E. Universalis
- Gallica
- Google
- G. Books
- G. News
- G. Scholar
- Persée
- Qwant
- (zh) Baidu
- (ru) Yandex
- (wd) trouver des œuvres sur Wikidata

Vous pouvez aider à l'améliorer ou bien discuter des problèmes sur sa page de discussion.
- Son admissibilité est à vérifier. Motif : manque de sources secondaires de qualité, TI. Vous êtes invité à le compléter pour expliciter son admissibilité, en y apportant des sources secondaires de qualité. (Marqué depuis août 2025)
- Il ne cite pas suffisamment ses sources. Vous pouvez indiquer les passages à sourcer avec {{référence nécessaire}} ou {{Référence souhaitée}}, et inclure les références utiles en les liant aux notes de bas de page. (Marqué depuis août 2025)
- Son texte doit être wikifié : il ne correspond pas à la mise en forme Wikipédia (style, typographie, liens internes, liens entre les wikis, etc.). (Marqué depuis août 2025)

- Archive Wikiwix
- Bing
- Cairn
- DuckDuckGo
- E. Universalis
- Gallica
- Google
- G. Books
- G. News
- G. Scholar
- Persée
- Qwant
- (zh) Baidu
- (ru) Yandex
- (wd) trouver des œuvres sur Wikidata

La treizième saison de Face Off est diffusée sur Syfy à partir du 6 juin 2018, et a été, comme chaque saison, présentée par McKenzie Westmore (en). Durant cette saison, qui a été annoncée comme étant la dernière de la série, des anciens candidats s'affrontent. Le nom original de cette saison est Face Off : Battle Royale.

## Jury
- Ve Neill
- Glenn Hetrick (en)
- Neville Page (en)

## Personnes récurrentes
- McKenzie Westmore (en) - Présentatrice
- Michael Westmore (en) - Parrain de l'émission (père de McKenzie Westmore (en))

## Candidats de la saison[1]
- Damien Zimmerman - saison 7
- Derek Garcia - saison 3
- Graham Schofield - saison 6
- Jordan Patton - saison 9
- Kelly Harris - saison 8
- Kevon Ward - saison 9
- Kayla 'Jo' Holland - saison 1
- Matt Valentine - saison 2
- Mel Licata - saison 10
- Sasha Glasser - saison 7
- Walter Welsh - saison 10
- Yvonne Cox - saison 10

## Suivi des candidats
| Matt   | ‡         |          | ‡        | Gagnant‡ | Gagnant‡ |          | ‡        |          | Vainqueur |  |  |  |  |  |  |  |  |  |  |  |  |  |  |  |
| Jordan | ‡         | ‡        | ‡        | ‡        |          | ‡        | Gagnant‡ | Gagnant  | Finaliste |  |  |  |  |  |  |  |  |  |  |  |  |  |  |  |
| Walter | ‡         | Gagnant‡ |          |          | ‡        | Gagnant‡ |          |          | Finaliste |  |  |  |  |  |  |  |  |  |  |  |  |  |  |  |
| Damien | ‡         | ‡        | Gagnant‡ |          |          |          |          | Éliminé  |           |  |  |  |  |  |  |  |  |  |  |  |  |  |  |  |
| Derek  | ‡         | ‡        |          | ‡        | ‡        | ‡        | ‡        | Éliminé  |           |  |  |  |  |  |  |  |  |  |  |  |  |  |  |  |
| Mel    |           |          | ‡        |          |          | ‡        |          | Éliminée |           |  |  |  |  |  |  |  |  |  |  |  |  |  |  |  |
| Graham | ‡         |          |          | ‡        | ‡        | Éliminé  |          |          |           |  |  |  |  |  |  |  |  |  |  |  |  |  |  |  |
| Kevon  |           | ‡        |          | ‡        |          | Éliminé  |          |          |           |  |  |  |  |  |  |  |  |  |  |  |  |  |  |  |
| Yvonne |           | ‡        |          | Éliminée |          |          |          |          |           |  |  |  |  |  |  |  |  |  |  |  |  |  |  |  |
| Kelly  | Gagnante‡ |          |          | Éliminée |          |          |          |          |           |  |  |  |  |  |  |  |  |  |  |  |  |  |  |  |
| Sasha  |           | Éliminée |          |          |          |          |          |          |           |  |  |  |  |  |  |  |  |  |  |  |  |  |  |  |
| Jo     |           | Éliminée |          |          |          |          |          |          |           |  |  |  |  |  |  |  |  |  |  |  |  |  |  |  |

 Le candidat a remporté Face Off.
 Le candidat faisait partie des finalistes.
 Le candidat a remporté le Spotlight Challenge.
 Le candidat faisait partie des meilleurs lors du Spotlight Challenge.
 Le candidat faisait partie des moins bons lors du Spotlight Challenge.
 Le candidat a été éliminé.
 Le candidat a été disqualifié.
 Le candidat a réintégré la compétition.
‡ Le candidat a remporté son duel.

## Épisodes
| #  | Titre français         | Titre original                    | Date de diffusion | Taux sur les 18-49 ans | Audience US (en millions) | Source |
| -- | ---------------------- | --------------------------------- | ----------------- | ---------------------- | ------------------------- | ------ |
| 1  | Titre français inconnu | Face your Fears                   | 5 juin 2018       |                        |                           |        |
| 2  | Titre français inconnu | Moonlight Monsters                | 12 juin 2018      |                        |                           |        |
| 3  | Titre français inconnu | Aztec Aliens                      | 19 juin 2018      |                        |                           |        |
| 4  | Titre français inconnu | Haunted Hotel                     | 26 juin 2018      |                        |                           |        |
| 5  | Titre français inconnu | Death Dealers                     | 3 juillet 2018    |                        |                           |        |
| 6  | Titre français inconnu | Divine Dryads                     | 10 juillet 2018   |                        |                           |        |
| 7  | Titre français inconnu | Maritime Monsters                 | 17 juillet 2018   |                        |                           |        |
| 8  | Titre français inconnu | Immortals Interrupted             | 24 juillet 2018   |                        |                           |        |
| 9  | Titre français inconnu | Through the Looking Glass, Part 1 | 31 juillet 2018   |                        |                           |        |
| 10 | Titre français inconnu | Through the Looking Glass, Part 2 | 6 août 2018       |                        |                           |        |